# Ruine Zinnberg
Die Ruine Zinnberg, früher auch Czynnemburg genannt, ist die Ruine einer Spornburg auf einem flachen, bewaldeten Bergsporn über dem östlichen Hochufer der Zwickauer Mulde etwas südlich von der Stadt Penig im Landkreis Mittelsachsen.

## Lage
Der Burgfelsen/Bergrücken liegt am Westrand des Peniger Ortsteiles Zinnberg (etwa 2 Kilometer südlich der Stadt Penig). Die spornartig nach Norden ausgerichtete Bergkuppe mit der Burgruine ist Teil des östlichen Hochufers der Zwickauer Mulde.

## Geschichte
Die Burg wurde vermutlich um 1170 zur Sicherung eroberter slawischer Gebiete erbaut und wird später als Herrschaftssitz der Burggrafen von Altenburg genannt.
1267 kam es zur ersten Erwähnung eines „Heinricus de Cinnenberg“ als Ministerialer der Burggrafen von Altenburg und 1290 wurde ein Kastell „castellanus in Zinnenberc“ der Markgrafen von Meißen genannt.
Im Jahr 1283 titelte eine Urkunde "Heinricus dei gracia burgravius de Cynnenberch" (Heinrich, von Gottes Gnaden Burggraf von Zinnberg).
Nach einem letzten Auftreten der Zinnenberger Linie der Altenburger fiel die Burg 1299 an die Rochsburger Linie der Altenburger Burggrafen.
Nachdem 1329 die Altenburger Burggrafen im Mannesstamm ausgestorben waren, fiel die Burg im Erbgang an die Burggrafen von Leisnig. Im 15. Jahrhundert begann der Verfall der Burg.
Ob es sich um eine Raubritterburg handelte, ist unklar. Auch die Gründe für den Untergang der Burg Zinnberg sind unklar.

## Anlage
Von der ehemaligen Burganlage auf einer Fläche von 32 mal 12 Meter mit südlich vorgelagertem Burggraben sind noch ein 4,8 Meter hoher Stumpf des Bergfrieds mit einer Mauerstärke bis 4,5 Metern sowie die Reste der Grundmauern erhalten. Die Kernburg hatte die Maße von 17 mal 50 Meter, die Ringmauer eine Länge von etwa 90 Meter. Der Bergfried und die Ringmauer wurden aus Granulitstein verfüllt mit Kalkmörtel in Schalenbauweise errichtet. Die Außenseite des Bergfriedstumpfes weist eine eigentümliche mehrfache Stufung (stufenweise Verjüngung nach oben) auf.
Um 2010 befanden sich Teile des Burgareals noch in einem Privatgrundstück. Das Gelände ist immer noch in Privatbesitz (Stand April 2024), somit ist die Burg unzugänglich. Es befindet sich ein Schild am Aufgang zur Burg.

## Grabungsfunde
Gefunden wurden hier Keramikscherben, eine romanische Ringfibel aus Bronze, Sporenbruchstücke, Hufeisen, Bolzenspitzen und Schlüssel.
Das Buch Penig von A – Z, Ein Stadtlexikon (2002) zitiert die historische Fundsituation folgendermaßen: „Bei Ausgrabungen an der Ruine Zinnburg 1932 durch E. Berger kamen Gefäßscherben, Hufeisen, ein Teil eines alten Gebisses (für Pferde) sowie eine Pfeilspitze viereckig und vorn zugespitzt, zu Tage“.
Nach Volkmar Geupel sind die hier gemachten Funde dem 13.–14. Jh. zuzuordnen. Das Burgareal wurde am 23. Mai 1969 als Bodendenkmal eingetragen.

## Sage
Zum Untergang der Burgen Zinnberg und Drachenfels existiert die Sage „Der Liebchenstein“. In dieser kommt ein Ritter „Haimburg von Waldenburg“ vor.